# Erosión democrática

Países que se autocratizan (rojo) o se democratizan (azul) sustancial y significativamente (2010-2020). Los países en gris se mantienen sustancialmente sin cambios.

La erosión democrática, también conocida como retroceso democrático, autocratización y desdemocratización, es un declive gradual en la calidad de la democracia y lo opuesto a la democratización, que puede resultar en que el Estado pierda sus cualidades democráticas, convirtiéndose en una autocracia o un régimen autoritario. La erosión democrática es causado por el debilitamiento de las instituciones políticas que sustentan el sistema democrático liderado por el estado, como la transición pacífica del poder o los sistemas electorales. Si bien se supone que estos elementos políticos conducen a la aparición de retrocesos, otros componentes esenciales de la democracia, como la vulneración de los derechos individuales y la libertad de expresión, cuestionan la salud, la eficiencia y la sostenibilidad de los sistemas democráticos en el tiempo.
La politóloga Nancy Bermeo sostiene que las formas flagrantes de retroceso democrático, como los golpes de Estado y los fraudes electorales, han disminuido desde el final de la Guerra Fría, mientras que las formas más sutiles de erosión democrática han  aumentado. Las últimas formas de desdemocratización implican el debilitamiento de las instituciones democráticas desde su interior. Estas formas sutiles son especialmente efectivas cuando se legitiman a través de las mismas instituciones que la gente espera que protejan los valores democráticos.
La Tercera Ola de democratización, que comenzó a mediados de la década de 1970, transformó las estructuras políticas formales existentes en gran parte del mundo en desarrollo. Sin embargo, los procesos de democratización no son lineales, ya que solo un número limitado de países que han experimentado transiciones a la democracia han logrado establecer regímenes democráticos consolidados y funcionales. Desde 2001, hay más autocracias que democracias en el mundo y, como resultado, la “tercera ola de autocratización” se estaría acelerando y profundizando. Además, aparte de la transición a la autocratización, la erosión democrática también puede conducir a regresiones autoritarias, a revoluciones, a regímenes híbridos que entran en "zonas grises" políticas.

## Manifestaciones
La erosión democrática ocurre cuando los componentes esenciales de la democracia se ven amenazados. algunos ejemplos de retroceso democrático incluyen:
- Degradación de las elecciones libres y justas;[14]
- Declive de los derechos liberales de libertad de expresión, de prensa[16] y de asociación, lo que menoscaba la capacidad de la oposición política para desafiar al gobierno, hacer que rinda cuentas y proponer alternativas al régimen actual;
- Debilitamiento del estado de derecho (es decir, las restricciones judiciales y burocráticas sobre el gobierno), como cuando la independencia del poder judicial se ve amenazada o cuando las protecciones al ejercicio de la función pública se debilitan o se eliminan.[17]
- El gobierno argumenta o sobreenfatiza una amenaza a la seguridad nacional para crear una sensación de crisis que le permite «difamar a los críticos como de voluntad débil o antipatrióticos» y representar a los defensores de las instituciones democráticas «como representantes de una élite cansada y aislada».

## Formas
La erosión democrática puede ocurrir de varias formas comunes. La reincidencia es a menudo liderada por líderes elegidos democráticamente, que utilizan tácticas incrementales en lugar de revolucionarias. Como enfatizan Steven Levitsky y Daniel Ziblatt, es difícil señalar un solo momento específico en el que un gobierno ya no es democrático, dado que este proceso de decadencia se manifiesta paulatinamente. Ozan Varol usa la frase autoritarismo sigiloso para describir la práctica de un líder autoritario (o uno potencial) que utiliza «mecanismos legales aparentemente legítimos para fines antidemocráticos ... ocultando prácticas antidemocráticas bajo la máscara de la ley». Junto con Juan Linz (1996), Levitsky y Ziblatt desarrollaron y acordaron su «prueba de fuego», que incluye lo que ellos creen que son los cuatro indicadores clave del comportamiento autoritario. Estos cuatro factores son: rechazo o débil compromiso con las reglas del juego democrático, negación de la legitimidad de los opositores políticos, de la tolerancia o fomento de la violencia y disposición a restringir las libertades civiles de los opositores, incluidos los medios de comunicación. Varol describe la manipulación de las leyes sobre difamación, las leyes electorales o las leyes antiterroristas como herramientas para apuntar o desacreditar a los oponentes políticos, y el empleo de la retórica democrática como una distracción de las prácticas antidemocráticas, como manifestaciones de un autoritarismo sigiloso. Además de estos signos clave derivados del comportamiento de los líderes, Samuel P. Huntington también describe la cultura como uno de los principales contribuyentes al retroceso democrático, y continúa argumentando que ciertas culturas son particularmente hostiles a la democracia, pero no necesariamente prohíben la democratización.

### Golpes promisorios
En un golpe promisorio, un gobierno electo en ejercicio es depuesto en un golpe de Estado por líderes golpistas que afirman defender la democracia y prometen celebrar elecciones para restaurar la democracia. En estas situaciones, los golpistas enfatizan el carácter temporal y necesario de su intervención para asegurar la democracia en el futuro. Esto es diferente a los golpes de Estado más abiertos que ocurrieron durante la Guerra Fría. La politóloga Nancy Bermeo dice que «la proporción de golpes de Estado exitosos que entran en la categoría de promisorios ha aumentado significativamente, del 35 por ciento antes de 1990 al 85 por ciento después». Al examinar 12 golpes promisorios en estados democráticos entre 1990 y 2012, Bermeo encontró que «pocos golpes promisorios fueron seguidos rápidamente por elecciones competitivas, y menos aún allanaron el camino para mejores democracias».

### Engrandecimiento ejecutivo

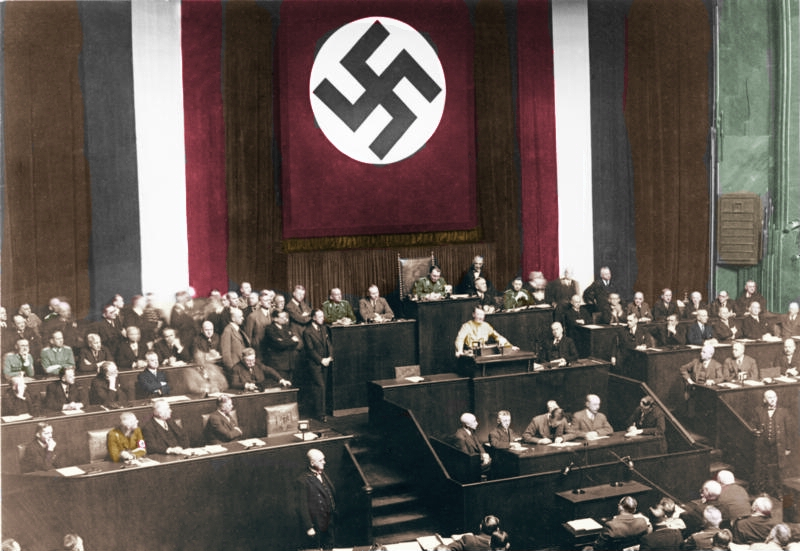
Adolf Hitler da un discurso ante el Reichstag en apoyo de la Ley habilitante. El colapso de la República de Weimar en la Alemania nazi es quizás el ejemplo más infame de erosión democrática.

Este proceso contiene una serie de cambios institucionales por parte de los ejecutivos electos, que merman la capacidad de la oposición política para desafiar al gobierno y hacer que rinda cuentas. La característica más importante del engrandecimiento ejecutivo es que los cambios institucionales se realizan a través de canales legales, lo que hace que parezca que el funcionario electo tiene un mandato democrático. Algunos ejemplos de engrandecimiento del ejecutivo son el declive de la libertad de los medios de comunicación y el debilitamiento del imperio de la ley (es decir, restricciones judiciales y burocráticas sobre el gobierno), como cuando la autonomía judicial se ve amenazada.
Con el tiempo, ha habido una disminución de los golpes de Estado activos (en los que un individuo o grupo pequeño que busca el poder toma el poder mediante la destitución violenta y forzada de un gobierno existente) y los autogolpes (que involucran a «un jefe ejecutivo libremente elegido que suspende la Constitución directamente para acumular poder de una sola vez») y un aumento en el engrandecimiento ejecutivo. La politóloga Nancy Bermeo señala que el engrandecimiento del ejecutivo se produce con el tiempo, a través de cambios institucionales legitimados por medios legales, como nuevas asambleas constituyentes, referendos o «tribunales o legislaturas existentes ... en los casos en que los partidarios del ejecutivo obtienen el control mayoritario de dichos órganos». Bermeo señala que estos medios significan que el engrandecimiento del ejecutivo «puede enmarcarse como resultado de un mandato democrático». El engrandecimiento ejecutivo se caracteriza por la presencia de aflicción en los ejes de la democracia, incluida la rendición de cuentas institucional u horizontal; y rendición de cuentas ejecutiva o discursiva.

### Acoso y manipulación estratégicos durante las elecciones
Esta forma de erosión democrática implica el deterioro de elecciones libres y justas a través de tácticas como bloquear el acceso a los medios, descalificar a los líderes de la oposición o acosar a los oponentes. Esta forma de erosión se realiza de tal manera que las elecciones no parecen estar manipuladas y rara vez implican aparentes violaciones de la ley, lo que dificulta que las entidades internacionales que monitorean las elecciones observen o critiquen estas malas conductas.

## Causas y características

### Populismo
Pippa Norris de la Kennedy School de Harvard y la Universidad de Sídney sostiene que dos «fuerzas gemelas» representan la mayor amenaza para las democracias liberales occidentales: «esporádicos y aleatorios ataques terroristas en territorio nacional, que dañan el sentimiento de seguridad, y el surgimiento de fuerzas populistas- autoritarias, que se alimentan parasitariamente de estos miedos». Norris define el populismo como «un estilo de gobierno con tres características definitorias»:
1. Un énfasis retórico en la idea de que «la autoridad política legítima se basa en la soberanía popular y el gobierno de la mayoría»;
2. Desaprobación y cuestionamiento de la legitimidad de los titulares establecidos del poder político, cultural y económico;
3. Liderazgo de «forasteros inconformistas» que afirman «hablar por la vox populi y servir a la gente común».[26]

Algunos populistas, pero no todos, también son autoritarios, enfatizando «la importancia de proteger los estilos de vida tradicionales estilos de vida tradicionales contra las amenazas percibidas de “forasteros”, incluso a expensas de las libertades civiles y los derechos de las minorías». Según Norris, el refuerzo de las inseguridades de las «fuerzas gemelas» ha llevado a un mayor apoyo a los líderes populistas-autoritarios, y este último riesgo es especialmente pronunciado de acuerdo a la autora en liderazgos como la presidencia de Donald Trump. Por ejemplo, Norris sostiene que Trump se benefició de la desconfianza del establishment y que busca continuamente socavar la fe en la legitimidad de los medios y la independencia de los tribunales.

En 2017, Cas Mudde y Cristóbal Rovira Kaltwasser escribieron que:
El populismo no tiene el mismo efecto en todas las etapas del proceso de democratización. De hecho, sugerimos que el populismo tiende a jugar un papel positivo en la promoción de la democracia electoral o mínima, pero un papel negativo cuando se trata de fomentar el desarrollo de un régimen democrático liberal en toda regla. En consecuencia, si bien el populismo tiende a favorecer la democratización de los regímenes autoritarios, tiende a disminuir la calidad de las democracias liberales. El populismo apoya la soberanía popular, pero se inclina a oponerse a cualquier limitación al gobierno de la mayoría, como la independencia judicial y los derechos de las minorías. El populismo en el poder ha llevado a procesos de desdemocratización (por ejemplo, [Viktor] Orbán en Hungría o [Hugo] Chávez en Venezuela) y, en algunos casos extremos, incluso al colapso del régimen democrático (por ejemplo, [Alberto ] Fujimori en Perú).
Un análisis de 2018 realizado por los politólogos Yascha Mounk y Jordan Kyle vincula el populismo con la erosión democrática, y muestra que desde 1990, «13 gobiernos populistas de derecha han sido elegidos; de estos, cinco provocaron un retroceso democrático significativo. Durante el mismo período, se eligieron 15 gobiernos populistas de izquierda; de estos, el mismo número, cinco, provocó un retroceso democrático significativo».
Un informe de diciembre de 2018 del Instituto Tony Blair para el Cambio Global concluyó que el gobierno populista, ya sea de izquierda o de derecha, conduce a un riesgo significativo de erosión democrática. Los autores examinan el efecto del populismo en tres aspectos principales de la democracia: la calidad democrática en general, los controles y equilibrios del poder ejecutivo y el derecho de los ciudadanos a participar políticamente de manera significativa. Concluyen que los gobiernos populistas tienen cuatro veces más probabilidades de dañar las instituciones democráticas que los gobiernos no populistas. Además, más de la mitad de los líderes populistas han enmendado o reescrito la constitución de los países, con frecuencia de una manera que erosionó los controles y equilibrios del poder ejecutivo. Por último, los populistas atacan derechos individuales como la libertad de prensa, las libertades civiles y los derechos políticos.
En un artículo de 2018 sobre erosión democrática, los académicos Licia Cianetti, James Dawson, y Seán Hanley argumentaron que la aparición de movimientos populistas en Europa central y oriental, como la ANO  de Andrej Babiš en la República Checa, son «un fenómeno potencialmente ambiguo, articulando demandas sociales genuinas de reforma política y promoviendo temas de buena gobernanza en el centro del escenario, pero aflojando aún más los débiles controles y equilibrios que caracterizan la democracia poscomunista e incrustando los intereses privados en el núcleo del estado».
En un artículo de 2019, presentado a la Sociedad Internacional de Psicólogos Políticos, Shawn Rosenberg sostiene que el populismo de derecha está exponiendo una vulnerabilidad en las estructuras democráticas y que «es probable que la democracia se devore a sí misma».

### Desigualdad económica y descontento social
Muchos estudiosos de la economía política, como Daron Acemoglu y James A. Robinson, han investigado el efecto de la desigualdad de ingresos en el colapso democrático. Los estudios sobre el colapso democrático muestran que la desigualdad económica es significativamente mayor en los países que eventualmente avanzan hacia un modelo más autoritario. Hungría es un ejemplo de un país donde un gran grupo de personas desempleadas y con bajo nivel educativo estaban insatisfechas con los altos niveles de desigualdad, especialmente después de la crisis financiera de 2007-2008. Viktor Orbán aprovechó esta insatisfacción de un segmento relativamente grande de la población para obtener el apoyo popular mediante el uso de la retórica nacional-populista.

### Personalismo
Un estudio de 2019 encontró que el personalismo tuvo un impacto adverso en la democracia en América Latina: «los presidentes que dominan sus propios partidos débilmente organizados tienen más probabilidades de buscar concentrar el poder, socavar la rendición de cuentas horizontal y pisotear el estado de derecho que los presidentes que presiden partidos. que tengan un liderazgo independiente y una burocracia institucionalizada».

### COVID-19
Muchos gobiernos nacionales en todo el mundo se encontraron sin otra opción que retrasar, posponer o cancelar una variedad de elecciones democráticas a nivel gubernamental tanto nacional como subnacional, lo que resultó en la pandemia de COVID-19 abriendo brechas en la acción de la democracia. En referencia a los países occidentales, las elecciones locales del Reino Unido de 2020 se pospusieron un año; el aplazamiento más prolongado de las elecciones democráticas en el Reino Unido desde el período de entreguerras durante el siglo XX. Al comienzo de la crisis, los expertos de la ONU aconsejaron a los gobiernos que las respuestas fueran «proporcionadas, necesarias y no discriminatorias». Según el Instituto V-Dem, solo el 39% de todos los países han cometido violaciones menores o nulas de los estándares democráticos en respuesta al COVID-19. Independientemente del hecho de que la democracia liberal estaba a la defensiva y experimentaba un aumento de autócratas y regímenes autoritarios en muchas partes del mundo antes de la primera muerte por coronavirus en diciembre de 2019, la pandemia ha tenido una gran influencia en el retroceso democrático.

### Otros factores
El Informe Anual de Democracia de 2019 del Instituto V-Dem de la Universidad de Gotemburgo identificó tres desafíos que enfrenta la democracia global: (1) «Manipulación gubernamental de los medios de comunicación, de la sociedad civil, del estado de derecho y de las elecciones»; (2) la creciente «polarización tóxica», que incluye «la división de la sociedad en campos de desconfianza y antagonismo»; disminución del «respeto por los oponentes, el razonamiento fáctico y el compromiso con la sociedad» entre las élites políticas; y el uso cada vez mayor del discurso de odio por parte de líderes políticos; y (3) campañas extranjeras de desinformación, principalmente digitales, que afectan principalmente a Taiwán, Estados Unidos y naciones del antiguo bloque soviético como Letonia.
Según Suzanne Mettler y Robert C. Lieberman, cuatro características típicamente han proporcionado las condiciones para el retroceso democrático (por sí solos o en combinación): polarización política, racismo y nativismo, desigualdad económica y poder ejecutivo excesivo.
Un estudio de 2020, que utilizó datos de la Encuesta Mundial de Valores, encontró que el conservadurismo cultural era el grupo ideológico más abierto al gobierno autoritario dentro de las democracias occidentales. En las democracias occidentales de habla inglesa, las actitudes «basadas en la protección» que combinan el conservadurismo cultural y las actitudes económicas de izquierda fueron el predictor más fuerte del apoyo a los modos autoritarios de gobierno.
Stephen Haggard y Robert Kaufmann destacan tres causas clave de la reincidencia: «los efectos perniciosos de la polarización; los reajustes de los sistemas de partidos que permiten a los autócratas electos ganar poder legislativo; y la naturaleza incremental de las derogaciones, que divide a las oposiciones y las mantiene fuera de equilibrio».

## Prevalencia y tendencias
Un estudio del Proyecto Variedades de Democracia (V-Dem) del Instituto V-Dem de la Universidad de Gotemburgo, que contiene más de dieciocho millones de puntos de datos relevantes para la democracia, midiendo 350 indicadores específicos en 174 países a fines de 2016, encontró que el número de democracias en el mundo disminuyó modestamente de 100 en 2011 a 97 en 2017, y que algunos países avanzaron hacia la democracia, mientras que otros países se alejaron de esta. El Informe Anual de Democracia de V-Dem de 2019 encontró que la tendencia a la autocratización continuó, mientras que «24 países están ahora gravemente afectados por lo que se establece como una “tercera ola de autocratización”», incluidos «países populosos como Brasil, Bangladés y Estados Unidos, así como varios países de Europa del Este» (específicamente Bulgaria y Serbia). El informe encontró que una proporción cada vez mayor de la población mundial vivía en países en proceso de autocratización (2.300 millones en 2018). El informe encontró que, si bien la mayoría de los países eran democracias, el número de democracias liberales se redujo a 39 en 2018 (frente a 44 una década antes). El grupo de investigación Freedom House, en informes de 2017 y 2019, identificó un retroceso democrático en una variedad de regiones en todo el mundo. El informe de 2019 Freedom in the World de Freedom House, mostró que la libertad de expresión disminuyó cada año durante los trece años anteriores, con caídas más pronunciadas desde 2012.
Merece especial atención también el caso de Argentina, que ha sido catalogada desde el año 2006 en adelante como una democracia deficiente (flawed democarcy) configurando un importante retroceso democrático, según el Índice de Democracia de la Unidad de Inteligencia de The Economist.
Otros trabajos académicos de la década de 2010 detallaron la presencia de erosión democrática, en diversas formas y en diversos grados, en países como Hungría y Polonia, la República Checa, Turquía, Brasil, Venezuela e India.
El reconocimiento académico del concepto de erosión democrática refleja un cambio de puntos de vista anteriores, que sostenían «que la democracia, una vez lograda en un estado bastante rico, se convertiría en un elemento permanente». Esta visión comenzó a aparecer errónea a mediados de la década de 2000, pues varios académicos reconocieron que algunas democracias aparentemente estables se habían enfrentado recientemente a un declive en la calidad de su democracia. Huq y Ginsburg identificaron en un artículo académico «37 casos en 25 países diferentes en el período de posguerra en los que la calidad democrática disminuyó significativamente (aunque no surgió un régimen completamente autoritario)», incluyendo países que eran democracias «aparentemente estables y razonablemente ricas».
El informe de 2020 del Instituto V-Dem encontró que la proporción mundial de democracias disminuyó del 54% en 2009 al 49% en 2019, y que una mayor proporción de la población mundial vivía en países en proceso de autocratización (6% en 2009, 34% en 2019). Los diez países con mayor grado de democratización entre 2009 y 2019 fueron Túnez, Armenia, Gambia, Sri Lanka, Madagascar, Birmania, Fiyi, Kirguistán, Ecuador y Níger; los diez países con el mayor grado de autocratización de 2009 a 2019 fueron Hungría, Turquía, Polonia, Serbia, Brasil, Bangladés, Malí, Tailandia, Nicaragua y Zambia. Sin embargo, el instituto encontró que hay signos de esperanza en un «grado sin precedentes de movilización por la democracia», como se refleja en el aumento de las movilizaciones masivas a favor de la democracia: la proporción de países con «protestas masivas sustanciales a favor de la democracia» aumentó al 44% en 2019 (desde el 27% en 2009).

## Efectos de la independencia judicial
Un estudio de 2011 examinó los efectos de la independencia judicial en la prevención del retroceso democrático. El estudio, que analizó 163 naciones entre 1960 y 2000, concluyó que los poderes judiciales independientes establecidos logran evitar que las democracias se desvíen hacia el autoritarismo, pero que los estados con tribunales recién formados «están asociados positivamente con colapsos de regímenes tanto en democracias como en no democracia».